# Lipinki (Petite-Pologne)
Pour les articles homonymes, voir Lipinki.
Lipinki est une localité polonaise, siège de la gmina de Lipinki, située dans le powiat de Gorlice en voïvodie de Petite-Pologne.